# HC Moresta Praha
HC Moresta Praha (celým názvem: Hockey Club Moresta Praha) byl český klub ledního hokeje, který sídlil v Praze. Klub byl založen v roce 1997, kdy přetáhl většinu hráčů ze zaniklého ASA Sokol Praha - jih. Zanikl v roce 1999 sloučením s HC Prospekta Praha do HK Mělník, který ovšem o sezónu později také zaniká. V letech 1997–1999 působil v Pražském krajském přeboru, čtvrté české nejvyšší soutěži ledního hokeje.
Své domácí zápasy odehrával na zimním stadionu Mělník s kapacitou 1 800 diváků.

## Přehled ligové účasti
Stručný přehled
Zdroj:
- 1997–1998: Krajský přebor - Praha (4. ligová úroveň v České republice)

Jednotlivé ročníky
Zdroj:
Legenda: ZČ - základní část, červené podbarvení - sestup, zelené podbarvení - postup, fialové podbarvení - reorganizace, změna skupiny či soutěže
| Česko (1997 – 1999) |                        |           |          |                                       |          |
| Sezóny              | Soutěž                 | Úroveň    | ZČ       | Play-off, nadstavba, sk. o udržení... | Poznámky |
| 1997/98             | Krajský přebor - Praha | 4. úroveň | 2. místo |                                       |          |
| 1998/99             | Krajský přebor - Praha | 4. úroveň | 3. místo | Finálová skupina (3. místo)           |          |